# J. A. Chatwin

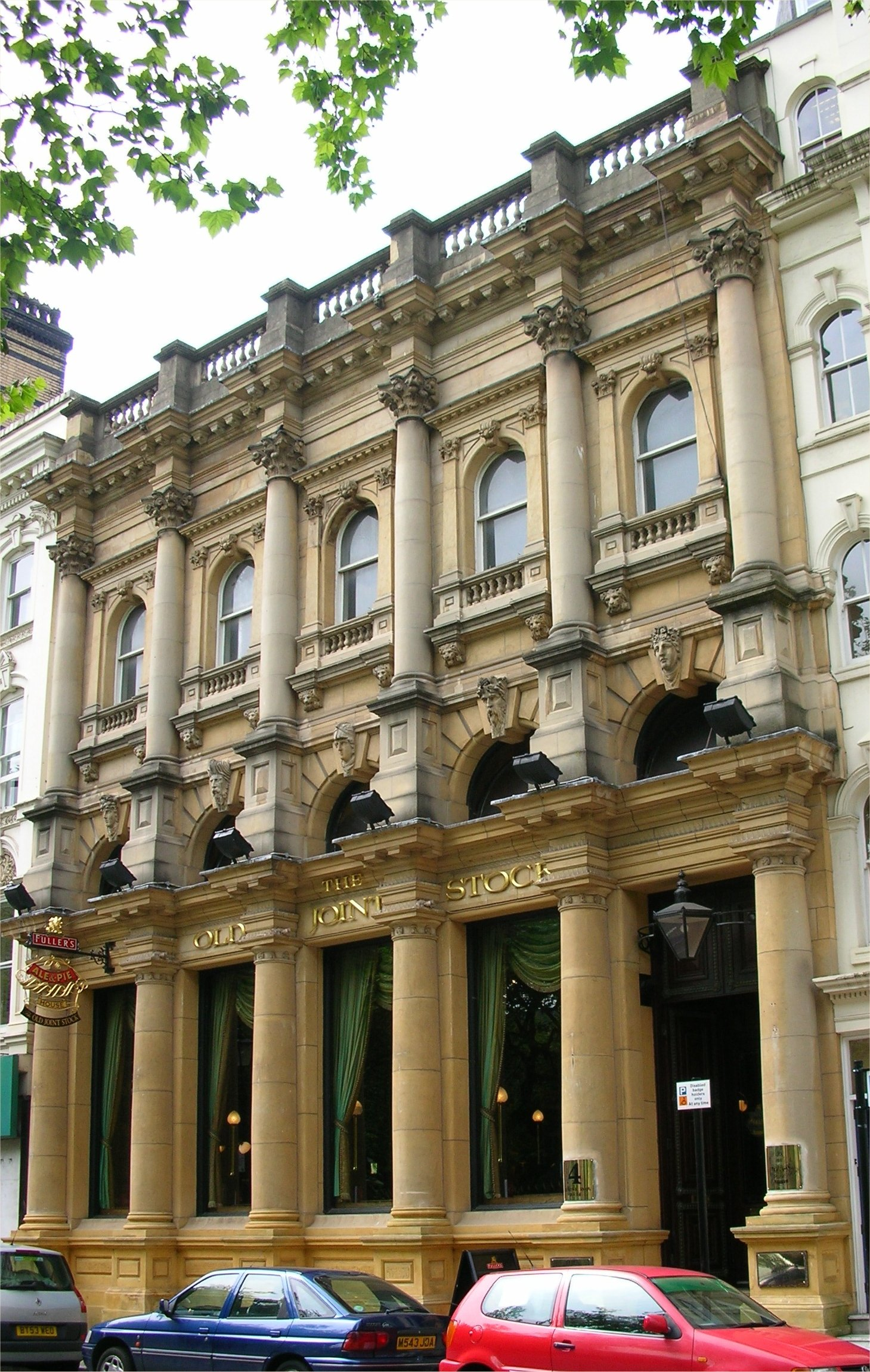
Old Joint Stock Theatre in Birmingham (1862)

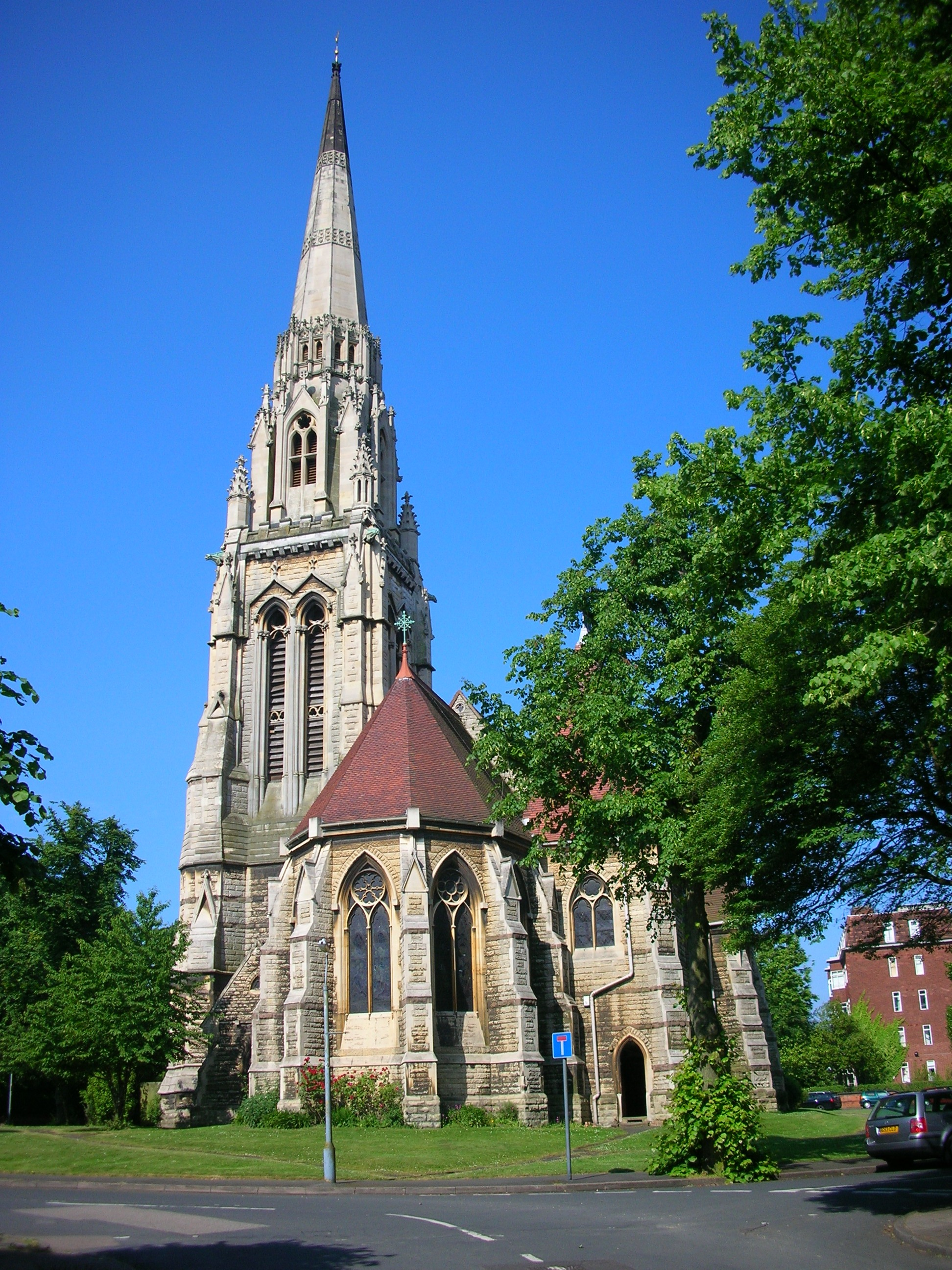
St Augustine's Church in Edgbaston, Birmingham (1868)

J. A. Chatwin (voller Name Julius Alfred Chatwin, * 24. April 1830; † 6. Juni 1907) war ein englischer Architekt mit Wohnsitz in Birmingham, wo er auch die meisten seiner Bauten konzipierte, von denen mehrere als Grade-II-Bauwerk anerkannt sind. Er schuf sowohl neugotische als auch neoklassische Bauten.

## Biografie
J. A. Chatwin war der Sohn eines Knopfmachers. In seiner Heimatstadt Birmingham besuchte er die Schule, in London studierte er. Bereits im Alter von 16 Jahren arbeitete er für größere Bauunternehmen, doch wechselte er im Jahr 1851 ins Architekturbüro von Charles Barry und Augustus Welby Northmore Pugin, den Erbauern des Westminster Palace. Vier Jahre später eröffnete er sein eigenes Büro in Birmingham und arbeitete viel für die Lloyds Bank. Seit dem Jahr 1866 arbeitete er viel mit seinem Sohn P. B. Chatwin zusammen, den er 1897 als seinen Partner aufnahm. 
Er war Fellow des Royal Institute of British Architects, Mitglied der Royal Society of Sculptors und der Royal Society of Arts sowie der Society of Antiquaries of Scotland.

## Bauten (Auswahl)
- Old Joint Stock Theatre, Birmingham (1862, Grade II)
- St Augustine's Church, Edgbaston (1868, Grade II*)
- St Martin in the Bull Ring, Birmingham (1875, Grade II*)
- New Berry Hall, Solihull (1870–80, Grade II)
- St Mary's Church, Moseley (seit 1872, Grade II)
- Church of SS Peter & Paul, Aston (1879, Grade II)
- Church of SS Mary and Ambrose, Edgbaston (1898, Grade II)
- St Peter's Church, Handsworth (1906, Grade II)

## Sonstiges
J. A. Chatwin war der Urgroßvater des Schriftstellers Bruce Chatwin (1940–1989).